# Vilas County
Vilas County är ett administrativt område i delstaten Wisconsin, USA, med 21 430 invånare. Den administrativa huvudorten (county seat) är Eagle River. 
I den lilla orten Sayner i Vilas County uppfann svenskättlingen Carl Eliason snöskotern år 1924.[källa behövs] Här finns också ett snöskotermuseum.
Vilas County har flest sjöar i hela Wisconsin, 1318 stycken.[källa behövs] Fisketurism är en viktig näringsgren liksom snöskoteråkning och längdskidåkning på vintern.

## Geografi
Enligt United States Census Bureau så har countyt en total area på 2 636 km². 2 263 km² av den arean är land och 373 km² är vatten. 

### Angränsande countyn
- Gogebic County, Michigan - nord
- Iron County, Michigan - nordost
- Forest County - sydost
- Oneida County - syd
- Price County - sydväst
- Iron County - väst